# Peramphithoe humeralis
Peramphithoe humeralis is een vlokreeftensoort uit de familie van de Ampithoidae. De wetenschappelijke naam van de soort is voor het eerst geldig gepubliceerd in 1864 door Stimpson.